# Blanca Fernández Ochoa
Blanca Nieves Fernández Ochoa (Madrid, 1963-Cercedilla, 2019) fue una esquiadora española. Hermana del también esquiador Francisco Fernández Ochoa, en 1992 se convirtió en la primera mujer en conseguir una medalla olímpica para España, concretamente la de bronce en eslalon en los Juegos Olímpicos de Invierno de Albertville.

## Biografía
Blanca fue la primera hija que tuvo el matrimonio formado por Dolores Ochoa (1926) y Francisco Fernández después de cinco hijos varones. Nació en Madrid cuando su familia vivía en el barrio de Carabanchel, pero muy pronto se trasladó con sus padres y hermanos al puerto de Navacerrada, que por aquel entonces contaba con una población permanente muy reducida. Allí su infancia transcurrió en libertad y en plena naturaleza entrando en contacto inevitablemente con la nieve que cubría el puerto durante casi la mitad del año.
Con once años y debido en gran parte al éxito de su hermano mayor Paco (campeón olímpico), Blanca se trasladó a un centro de entrenamiento con internado para deportistas de invierno en Viella, en el Pirineo leridano. Posteriormente se le unirían otros de sus siete hermanos. En 1992 se convirtió en la primera mujer en conseguir una medalla olímpica para España, concretamente la de bronce en el eslalon en los Juegos Olímpicos de Albertville.
El 17 de julio de 1991, con veintiocho años de edad, contrajo matrimonio en el Monasterio de El Escorial con el italiano Daniel Fioretto, al que había conocido con solo catorce años de edad cuando esquiaba en Suiza. Se acabaron divorciando y contrajo segundo matrimonio con David Fresneda, con quien tuvo dos hijos, Olivia y David, aunque la unión también terminó en divorcio.
Participó como concursante en diversos programas de telerrealidad, como La Selva de los FamoS.O.S. de Antena 3, El conquistador del Aconcagua, El conquistador del fin del mundo, ambos de EITB, y Splash! Famosos al agua, también de Antena 3. Desde 2007 comenzó a participar en la empresa StarDreams, integrada por varios destacados deportistas como Antonio Maceda, Julio Salinas, Albert Ferrer, Almudena Cid, Estela Giménez, Gervasio Deferr, Martín Fiz, Amaya Valdemoro, Fernando Romay o Xavi Torres y dedicada principalmente al asesoramiento a directivos y ejecutivos en la mejora del rendimiento laboral.
El 24 de agosto de 2019 fue vista por última vez en el pueblo de Cercedilla, junto al monolito que su hermano tiene en una avenida de su mismo nombre y que se erigió cuando ganó el oro en los Juegos Olímpicos de Sapporo en 1972, antes de disponerse a subir a la sierra, siendo denunciada su desaparición cinco días después. Tras varios días de búsqueda, su cuerpo sin vida fue hallado el 4 de septiembre cerca de la cima del pico de La Peñota, en la sierra de Guadarrama, dentro del límite municipal de Cercedilla. Posteriormente se confirmó que la deportista se había suicidado. A su capilla ardiente acudieron decenas de deportistas, amigos, familiares, políticos y vecinos, entre ellos Juan Antonio Corbalán el legendario base de la selección de baloncesto, el cual muy conmovido dijo:

Mientras vivamos recordaremos a Blanca.

Fue enterrada en el cementerio municipal de Cercedilla junto a su hermano Paco Fernández, fallecido en 2006.

## Copas

### Copa del Mundo (por temporada)
| Temporada | Edad | General | Eslalon | Eslalon Gigante | Super-G | Combinada |
| --------- | ---- | ------- | ------- | --------------- | ------- | --------- |
| 1981      | 17   | 81      | —       | 36              | —       | —         |
| 1982      | 18   | 55      | —       | 28              | —       | —         |
| 1983      | 19   | 51      | 27      | 26              | —       | —         |
| 1984      | 20   | 36      | 27      | 19              | —       | —         |
| 1985      | 21   | 10      | 16      | 7               | —       | 8         |
| 1986      | 22   | 31      | —       | 10              | 31      | 19        |
| 1987      | 23   | 8       | 18      | 3               | 9       | —         |
| 1988      | 24   | 4       | 4       | 5               | 3       | 9         |
| 1989      | 25   | 18      | 8       | 19              | 26      | —         |
| 1990      | 26   | —       | —       | —               | —       | —         |
| 1991      | 27   | 10      | 3       | 17              | —       | —         |
| 1992      | 28   | 7       | 3       | 8               | 53      | —         |

### Copa del Mundo (podios)
1. Zwiesel – 21 marzo 1984 (Eslalon Gigante) – Tercera
2. Maribor – 4 enero 1985 (Eslalon Gigante) – Tercera
3. Vail – 3 marzo 1985 (Eslalon Gigante) – Primera
4. Vysoké Tatry – 8 febrero 1986 (Eslalon Gigante) – Segunda
5. Valzoldana – 20 diciembre 1986 (Eslalon Gigante) – Segunda
6. Megève – 13 febrero 1987 (Eslalon Gigante) – Segunda
7. Saint-Gervais-les-Bains – 14 febrero 1987 (Eslalon) – Tercera
8. Zwiesel – 27 febrero 1987 (Eslalon Gigante) – Tercera
9. Sestriere – 26 noviembre 1987 (Eslalon) – Primera
10. Leukerbad – 13 diciembre 1987 (Eslalon) – Tercera
11. Tignes – 6 enero 1988 (Eslalon Gigante) – Tercera
12. Kranjska Gora – 30 de enero de 1988 (Eslalon Gigante) – Tercera
13. Aspen – 7 de marzo de 1988 (Eslalon Gigante) – Segunda
14. Courmayeur – 20 de diciembre de 1988 (Eslalon) – Segunda
15. Morzine – 22 de diciembre de 1990 (Eslalon) – Primera
16. Lech – 30 de noviembre de 1991 (Eslalon) – Tercera
17. Lech – 1 de diciembre de 1991 (Eslalon) – Primera
18. Schruns – 12 de enero de 1992 (Eslalon) – Segunda
19. Narvik – 28 febrero 1992 (Eslalon Gigante) – Tercera
20. Crans-Montana – 21 marzo 1992 (Eslalon Gigante) – Segunda

### Copa de Europa
- Campeona del Eslalon Gigante en 1981.
- Tercera en la General de 1981.

### Campeonato del Mundo[7]
| Temporada | Lugar                | Edad | Eslalon | Eslalon Gigante | Super-G |
| --------- | -------------------- | ---- | ------- | --------------- | ------- |
| 1985      | Bormio, Italia       | 21   | 14      | 9               | -       |
| 1987      | Crans-Montana, Suiza | 23   | 5       | 5               | 10      |
| 1989      | Vail, USA            | 25   | 4       | 7               | -       |

### Juegos Olímpicos[8]
| Temporada | Lugar                | Edad | Eslalon | Eslalon Gigante |
| --------- | -------------------- | ---- | ------- | --------------- |
| 1982      | Lake Placid, USA     | 16   | DNS1    | 18              |
| 1984      | Sarajevo, Yugoslavia | 20   | DNF2    | 6               |
| 1988      | Calgary, Canadá      | 24   | 5       | -               |
| 1992      | Albertville, Francia | 28   | 3       | 12              |

## Premios, reconocimientos y distinciones
- Premio Reina Sofía a la mejor deportista española en 1983 y 1988, otorgado por el CSD y entregado en los Premios Nacionales del Deporte.[9]
- Medalla de Oro de la Real Orden del Mérito Deportivo, otorgada por el Consejo Superior de Deportes (1994)[10]
- Gran Cruz de la Real Orden del Mérito Deportivo, otorgada por el Consejo Superior de Deportes (2019)[11][12]

## Documentales
- El viaje. La medalla de la salud mental, producción de Fundación Blanca de Apoyo al Deportista, en colaboración con RTVE y Renfe (2023). La cinta, ideada por Lola Fernández Ochoa, hermana de Blanca, aborda la carrera de la esquiadora, su trastorno bipolar y  los problemas psicológicos de los deportistas de élite. Con testimonios de sus hermanos Lola, Juanma y Luis, y campeones como Edurne Pasaban, Pedro García Aguado, Carla Suárez, Ruth Beitia y Carlota Castrejana.[13]